# Костел святих апостолів Петра і Павла
Костел святих апостолів Петра і Павла (Перемишляни) – це найдавніша  культова споруда Перемишлян, збудована у першій половині 17 століття.  Він є діючим храмом, вирізняється масивністю своїх форм і належить до пам'яток архітектури України. Хоча костел, на відміну від храмів у Свіржі, Бібрці та Дунаєві, не має офіційного статусу, та навіть сам його вік вказує на значимість споруди.

## Історія створення споруди
Рік заснування першого костелу у Перемишлянах невідомий, проте відомо, що у рік отримання магдебургії (1623 році) його спалили татари, про це свідчать  записи львівського архієпископа Яна Прухніцького. Згодом Ельжбєта Вікторія Потоцька у 1645 року виділила значні кошти на будівництво храму, а також і на монастир домініканців при ньому.  Оскільки святиня розташовувалась за межами міських мурів, то зводили її за усіма оборонними правилами. У 1730 році костел повторно освятили під титулом святих Петра і Павла.
У 2014 році  велася активна робота з прихожанами, був створений ораторій імені Святого Йоана Боско, до якого залучалася молодь та діти. При костелі провадили пастирську діяльність отці Селезіяни. Довгі роки парохом в костелі був отець Петро Смолька, а його помічник – отець Віталій Кривицький.
Отець Петро згадує: «Перший раз побачив костел у 1993 році. Пам’ятаю, заболіло серце від того, що такий великий храм використовується як приміщення заводу, а римо-католицька громада молиться у невеликій каплиці на місцевому цвинтарі. Але з часом та нелегкими зусиллями ситуація поступово змінювалася на краще. Силами небагато чисельної громади, людей доброї волі та друзів у костелі зроблено косметичний ремонт зовнішніх та внутрішніх стін, благоустрій подвір’я, а також приведено до нормального вигляду кімнати для занять з дітьми та молоддю».

## Монастир домініканців-обсервантів
Монастир  для отців домініканців-обсервантів був заснований приблизно у середині 17 ст. завдяки фінансовій підтримці родини Потоцьких. Ймовірно, що саме тоді ж ченці збудували потужний оборонний костел, який 1730 р. освятив архієпископ Ян Скарбек під титулом свв. апостолів Петра і Павла разом з 3 вівтарями та 3 дзвонами. Після поділів Речі Посполитої, і з приходом на ці землі австро-угорської влади, домініканський монастир, як і багато інших, було закрито у 1792 році. З того часу костел перейшов до дієцезійних священників.

## Архітектура костелу
До приходу радянської влади на ці землі (1939 року) костел був розкішним та величним із гарним внутрішнім оздобленням, унікальним вівтарем, фігурами святих та старовинними іконами. 
Храм був зведений у бароковому стилі, збудований як фортифікаційна споруда з високою вежею і міцними мурами. Оскільки він був розташований за межами міста, виконував  оборонну функцію.
Загалом у 1774 році храм мав 5 вівтарів: святих апостолів Петра і Павла, Матері Божої Святого Розарію, св. Тадея, св. Вінцента з Ферари і св. Домініка, який на початку XIX ст. був замінений вівтарем св. Миколая.

## Призначення храму
Цікаво, що після Другої світової війни  деякий час храм використовували, як зерносховище, а пізніше – заводське приміщення. Коли там працювало біля однієї тисячі працівників, але костел втрачав обриси святині: його стіни сіріли, від фресок та образів не залишилося й сліду. У 1950–1972 рр. будівля храму належала будівельній організації «Міжколгоспбуд», потім — заводу «Модуль». У цей період на Перемишлянщині  костел не мав тоді належного вигляду: він був розділений на два поверхи, на яких зберігались металообробні верстати заводу «Модуль»,  тому громада вірних, що була зареєстрована 13 грудня 1991 послуговувалася цвинтарною каплицею. Упродовж 5 років вони молилися під відкритим небом біля каплиці на цвинтарі. Там вони служили недільні Літургії, весь цей час виборюючи право на власність храму римо-католицької громади.      
Лише у 1996 р. костел передали у розпорядження римо-католицької громади і після проведення реставраційних робіт у ньому знову відновилися богослужіння. Тут провадять пастирську діяльність отці салезіяни. Парох разом з парафіянами збирали кошти для реставрації та відновлення первісного вигляду костелу. З 2014 р. поступово почали відновлювати вежу костелу, яка разом з куполом і годинником є важливим архітектурним елементом цієї святині. 

## Відновлення вежі костелу
Важливим елементом історії святині є костельна вежа із куполом та годинник, що був розташований під ним. Одна парафіянка згадала слова бабусі, яка розповідала: «Нижче вежі був годинник. Щодня опівдні били куранти і то так, що звук було чути на всі Перемишляни та навколишні села. В цей момент люди, не зважаючи на те, чи вони були вдома, чи в полі, ставали до молитви «Ангел Господній».
29 червня у день храмового празника Святих Апостолів Петра і Павла (за григоріанським стилем) відбулася важлива подія – відновлення костельної вежі у  Перемишлянах. Чин освячення вежі хреста провів архиєпископ ординарії Львівської римо-католицької дієцезії  Мечислав Мокшицький у  співслужінні священнослужителів костелу отців -салезіян Петра Смольки та Віталія Кривицького, а також священиків з Польщі та Риму.
Радість храмового празника та освячення вежі розділили також греко-католицькі священики міста Перемишляни та ієромонахи Святоуспенської Унівської Лаври. Серед присутніх мирян, окрім римо-католиків, були мешканці міста, які належать до греко-католицького обряду, та прихожани храму Різдва Пресвятої Богородиці [Архівовано 25 грудня 2021 у Wayback Machine.] Київського Патріархату. На святкування був запрошений Генеральний консул республіки Польща у Львові п.Ярослав Дрозд, який особисто долучився до організації роботи відновлення вежі у Перемишлянському костелі. Серед гостей був міський голова Олександр Зозуля.
Архієпископа Мечислава зустрічали квітами та поетичними рядками. Під час проповіді Архієпископ сказав: «Але волею Божою, стараннями священиків та працею парафіян костел відновився, пережив безбожні часи. Ще кільканадцять років тому мало що нагадувало тут костел Божий. Найперше, що старалися знищити атеїсти - це була вежа з хрестом, бо знали,  що в християнській символіці вона вказує на самого Бога , а також нагадує про найважливіший напрямок нашого духовного життя – до  царства Божого. Споглядаючи на вежу, маємо усвідомлювати: є один Бог, який добрий, люблячий і завжди кличе нас до святості».
Варто зазначити, що мешканці міста Перемишлян  позитивно ставилися до цієї справи – відновлення вежі. Багато з них не належало до римо-католицької громади міста, проте  всіляко долучилися до відновлення архітектурної пам’ятки. Прихожани костелу висловили щиру радість з того, що споруда була відновлена, адже «тут колись хрестили наших бабусь та дідусів, тут брали шлюб наші батьки, сюди тепер ходимо ми та наші діти, внуки…».